# أثينة عطرية
نتنة، هنتنة أو الأثينة العطرية أو زُرْبَيْح  أو شاي المكسيك أو شاي الكسليك السرمقيات أو رمرام (باللاتينية: Dysphania ambrosioides) نبات بري ذو رائحة عطرية ينتمي إلى الفصيلة القطيفية.

## الوصف
يصل ارتفاعه حتى المتر. وهو نبات زغبي نوعا ما وغدي. ساقه منتصبة، فرعاء، مخططة. أوراقه قصيرة العنق، قابعة اللون الأخضر. أوراقه غير طحينية على الإطلاق، مرطاء أو قليلة الأوبار، غدية الصفحة السفلى، مخففة القاعدة، مستطيلة سنانية، مسننة.

## الخصائص الطبية
مقوي ونافع للمعدة، مضاد للتشنج، هاضم مطمث، طارد للدود.

## المركبات
زيت دهني يحتوي على أسكاريدول